# كارل هيلموت هيرتز
كارل هيلموت هيرتز (بالألمانية: Carl Helmut Hertz)‏ (و. 1920 – 1990 م) هو فيزيائي، وطبيب، وأستاذ جامعي من ألمانيا . ولد في برلين .
وكان عضواً في الأكاديمية الملكية السويدية للعلوم. اشترك مع طبيبة القلب السويدية إنغه إدلر في تطوير تقنية التصوير الطبي بالموجات فوق الصوتية، وشاركها الحصول على جائزة ألبرت لاسكر للأبحاث الطبية السريرية سنة 1977.

## وفاته
توفي هيرتز في لوند، عن عمر يناهز 70 عاماً.

## مناصب وهيئات
أدار جامعة لوند.